# رابرت گلدشمیت
 رابرت گلدشمیت (انگلیسی: Robert Goldschmidt؛ زاده ۱۸۷۷ درگذشته ۱۹۳۵) یک دانشمند اهل بلژیک بود.